# جيف فاريم
جيف فاريم (بالإنجليزية: Jeff Varem)‏ مواليد 16 يوليو 1983 في نيجيريا، هو لاعب كرة سلة نيجيري معتزل. بدأ مسيرته الاحترافية في سنة 2005. يبلغ طوله 6 قدم 6 بوصة (2.0 م).

## المسيرة الاحترافية
لعب مع أوكلاهوما سيتي بلو في سنة 2007، ثم لعب مع باوريد تايغرز في سنة 2007، ثم لعب مع أسفيل باسكت في الدوري الفرنسي في موسم 2007–2008.

## روابط خارجية
- جيف فاريم على موقع الاتحاد الدولي لكرة السلة (الإنجليزية)
- جيف فاريم على موقع الدوري الأوروبي لكرة السلة (الإنجليزية)
- جيف فاريم على موقع كرة السلة الأوروبية.كوم (الإنجليزية)
- جيف فاريم على موقع كلية كرة السلة في سبورتس رفرنس.كوم (الإنجليزية)
- جيف فاريم على موقع ريلجم (الإنجليزية)
- جيف فاريم على موقع بروبوليرز (الإنجليزية)
- جيف فاريم على موقع سبورتس رفرنس (الإنجليزية)
- جيف فاريم على موقع سبورتس رفرنس (الإنجليزية)